# Enna redundans
Espèce
Synonymes
- Dossenus fidelis Mello-Leitão, 1943 nec Mello-Leitão, 1920
- Dossenus redundans Platnick, 1993
- Enna braslandia Silva, Lise & Carico, 2008

Enna redundans est une espèce d'araignées aranéomorphes de la famille des Trechaleidae.

## Distribution
Cette espèce est endémique du Brésil. Elle se rencontre au Paraíba et dans le District fédéral.

## Description
La carapace du mâle décrit par Silva, Lise et Carico en 2008 mesure 3,81 mm de long sur 3,32 mm de large et celle de la femelle mesure 3,56 mm de long sur 3,15 mm de large.

## Publications originales
- Mello-Leitão, 1943 : Alguns pisauridas e tomisidas do Brasil. Revista Chilena de Historia Natural, vol. 45, p. 164-172.
- Platnick, 1993 : Advances in spider taxonomy 1988-1991, with synonymies and transfers 1940-1980. The New York Entomological Society, New York, p. 1-846.